# دومینگو گارسیا
دومینگو گارسیا (اسپانیایی: Domingo García‎؛ ۳۰ نوامبر ۱۹۰۴ – ۱۹ دسامبر ۱۹۸۶) بازیکن فوتبال اهل پرو بود.
از باشگاه‌هایی که در آن بازی کرده‌است می‌توان به باشگاه فوتبال آلیانزا لیما اشاره کرد.
وی همچنین در تیم ملی فوتبال پرو بازی کرده‌است.